# Martino di Campitello
Martino di Campitello (... – Ferrara, 1265) è stato un religioso italiano.
Fu un seguace del catarismo, movimento ereticale diffuso in Europa tra il XII e il XIV secolo. Apparteneva alla setta eretica dell'attuale Bagnolo San Vito, nei pressi di Mantova ed era attiva nel nord Italia dal 1180 alla fine del Duecento.
Fu arso vivo sul rogo a Ferrara, in riva al Po, nell'anno 1265. Armanno Pongilupo, suo amico, gli fu vicino durante l'esecuzione. La notizia provocò un notevole malcontento nella città di Mantova, allora retta dai Bonacolsi, che attuarono una politica decisamente attenta a limitare gli eccessi del potere religioso.